# Sabine Drysdale
Sabine Drysdale   (Santiago de Xile, 1976) és una jornalista i escriptora xilena.
Ha publicat en els principals mitjans de comunicació del país, com ara la revista Sábado d'El Mercurio, Qué Pasa i Paula. També treballa per a la Universitat Diego Portales, en la qual havia estudiat la carrera de Periodisme.
El 2008, va guanyar el Premi Periodisme d'Excel·lència atorgat per la Universitat Alberto Hurtado mercès a una entrevista que va fer a la parella de l'empresari i presumpte assassí Gerardo Rocha, Verónica Espinoza.
És coautora de Nicanor Parra, la vida de un poeta (2014), un text sobre les vivències de Nicanor Parra, amb Marcela Escobar. Més tard, va participar en el llibre conjunt Extremas, publicat el 2019 per Ediciones UDP, que biografia diverses dones llatinoamericanes històriques. Notòriament, hi va revelar la carta de suïcidi de la cèlebre cantautora xilena Violeta Parra, fins aleshores restringida al públic.
El mateix 2019, inspirada pel Moviment #MeToo i motivada per l'editor i tallerista literari Matías Rivas, va decidir-se a escriure La vida privada de los hombres, en què reflexiona amb una perspectiva feminista sobre la figura desafavorida del gènere masculí dins la societat.